# Conferencias de París (1946)
Las conferencias de París de 1946 tuvieron lugar del 25 de abril al 12 de julio y participaron los representantes de Estados Unidos, la Unión de Repúblicas Socialistas Soviéticas, Reino Unido de Gran Bretaña e Irlanda del Norte y Francia. Su objetivo fue trazar el mapa político de Europa después de la II Guerra Mundial.
No hubo un acuerdo global, aunque se mantuvieron las fronteras de 1938 para Bulgaria, Rumania, Hungría e Italia.
Hubo una segunda conferencia de París en el año 1946, del 29 de julio al 15 de octubre, sobre los tratados de paz con los aliados de Alemania (Italia, Hungría, Bulgaria, Rumanía y Finlandia), concluyéndose en 1947.
- Datos: Q5782887